# Pavé d'Auge
Pavé d'Auge ou carré d'Auge sont des appellations désignant un fromage français de lait de vache. Ce sont des appellations d'origine augeronne, pays de la Normandie historique.
L'appellation pavé de Moyaux peut se rencontrer du fait qu'à une époque relativement récente, ce fromage n'était plus produit commercialement qu'à Moyaux dans le Calvados par quelques familles d'agriculteurs.

## Description
C’est un fromage à base de lait de vache, à pâte molle à croûte lavée, de 50 % de matières grasses, qui se présente sous forme d’un carré de 12 cm de côté environ et de 6 cm d’épaisseur, d'un poids moyen de 500 grammes.